# コスモス954号

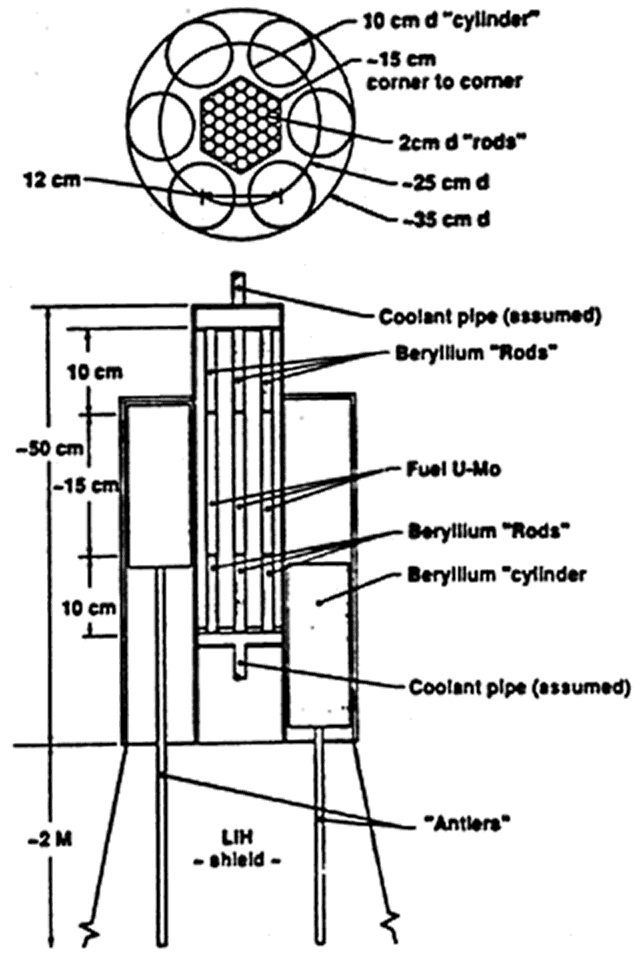
コスモス954号の原子炉

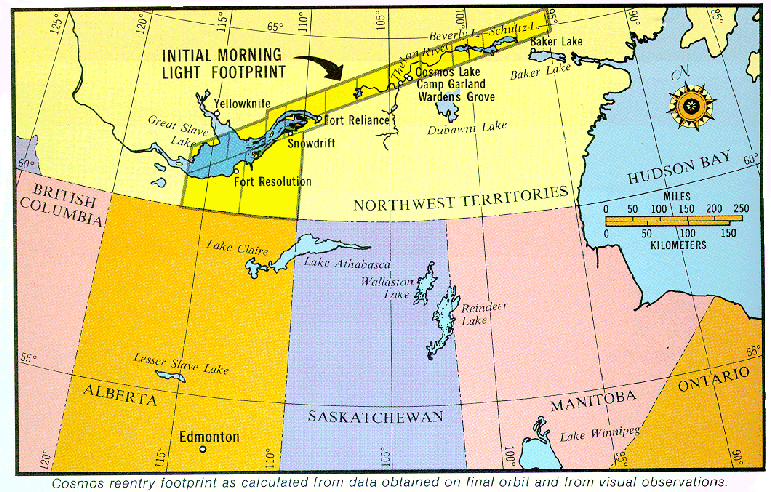
破片の捜索範囲

コスモス954号（露: Космос-954）は、1977年9月18日に打ち上げられた、ソビエト連邦のレーダー海洋偵察衛星 (RORSAT)。電力源としてウラン235を燃料とする発電用の原子炉を搭載しており、そのまま地球に落下した。

## 墜落事故
この衛星は、運用終了後の原子炉の分離と高度の高い安定した軌道への移動に失敗し、大気圏に突入、1978年1月24日11時53分にカナダ西海岸のクィーン・シャーロット島北部でカナダ領空に進入し、カナダ北西部の無人地帯に墜落した。
落下する事は予想されて世界各国のマスコミでも報じられ、話題となった。
ジミー・カーター大統領は1月12日の時点でソビエト連邦側に懸念を示し、ズビグネフ・ブレジンスキー大統領補佐官とアナトリー・ドブルイニン駐米大使との間で、対応について話し合いが行われた。
どこに落ちるかは最後まではっきりせず、原子炉を持っていることもあり不安も呼んだ。人的被害こそなかったものの、衛星が大気中で分解しながら墜落した結果、放射能を帯びた破片が北西準州（現ヌナヴト準州を含む）・アルバータ州・サスカチュワン州にわたる、
グレートスレーブ湖の東端からベイカー湖にかけての600kmもの広大な範囲に飛び散る事態となった。

## 除染作業
放射性物質を取り除く作業は「朝の光作戦 (Operation Morning Light)」と名づけられ、米加合同チームにより、氷が融ける4月まで（その後10月15日まで延長）、合計12万4千km2にわたって行われた。
12個の大きな破片が回収され、そのうち10個が放射性であり、1時間当たり最大1.1シーベルト（Sv） の放射線を放つものもあった。しかし回収できた核燃料は全体の1%程度だと見積もられている。
カナダ政府は被害額は1400万ドル（カナダドル）に上ると発表し、ソ連に対して604万1174ドル70セントの賠償を請求した。1981年、ソ連は300万ドルの支払いに同意した。